# Млекопитающие Волгоградской области (Землеройкообразные)

## ПодотрядЗемлеройкообразные(Soricomorpha)
| Семейство Кротовые (Talpidae)       |                                                    | |
| Род Русские выхухоли (Desmana)      |                                                    | |
|                                     | Русская выхухоль (Desmana moschata)                | Занесена в Красную книгу Волгоградской области. 1 категория. Глобально редкий реликтовый вид, эндемик России, сильно сокращающий численность и ареал. Ведет скрытный образ жизни. Требовательна к условиям обитания. Сохранилась только в бассейне Дона, в пойменных водоемах рек Хопер и Бузулук. |
| Белозубочьи (Crocidurinae)          |                                                    | |
| Род Белозубки (Crocidura)           |                                                    | |
|                                     | Белобрюхая белозубка (Crocidura leucodon)          | |
|                                     | Малая белозубка (Crocidura suaveolens)             | |
| Семейство Землеройковые (Soricidae) |                                                    | |
| Род Бурозубки (Sorex)               |                                                    | |
|                                     | Обыкновенная бурозубка (Sorex araneus)             | |
| Бурозубочьи (Soricinae)             |                                                    | |
| Род Куторы (Neomys)                 |                                                    | |
|                                     | Обыкновенная, или водяная, кутора (Neomys fodiens) | |